# Anna Glacier
Anna Glacier är en glaciär i Antarktis. Den ligger i Sydshetlandsöarna. Argentina, Chile och Storbritannien gör anspråk på området. Anna Glacier ligger 303 meter över havet.
Terrängen runt Anna Glacier är huvudsakligen kuperad, men åt sydost är den platt. Trakten är glest befolkad. Närmaste befolkade plats är Commandante Ferraz Station, 11,4 kilometer sydväst om Anna Glacier.